# Região Geográfica Intermediária de Aracaju
A Região Geográfica Intermediária de Aracaju é uma das duas regiões intermediárias do estado brasileiro de Sergipe e uma das 134 regiões intermediárias do Brasil, criadas pelo Instituto Brasileiro de Geografia e Estatística (IBGE) em 2017. É composta por 46 municípios, distribuídos em três regiões geográficas imediatas.
Sua população total estimada pelo Instituto Brasileiro de Geografia e Estatística (IBGE) para 1º de julho de 2018 é de 1 596 245 habitantes, distribuídos em uma área total de 9 560,697 km².
Aracaju é o município mais populoso da região intermediária, além de ser capital do estado, com 648 939 habitantes, de acordo com estimativas de 2018 do Instituto Brasileiro de Geografia e Estatística (IBGE).

## Regiões geográficas imediatas

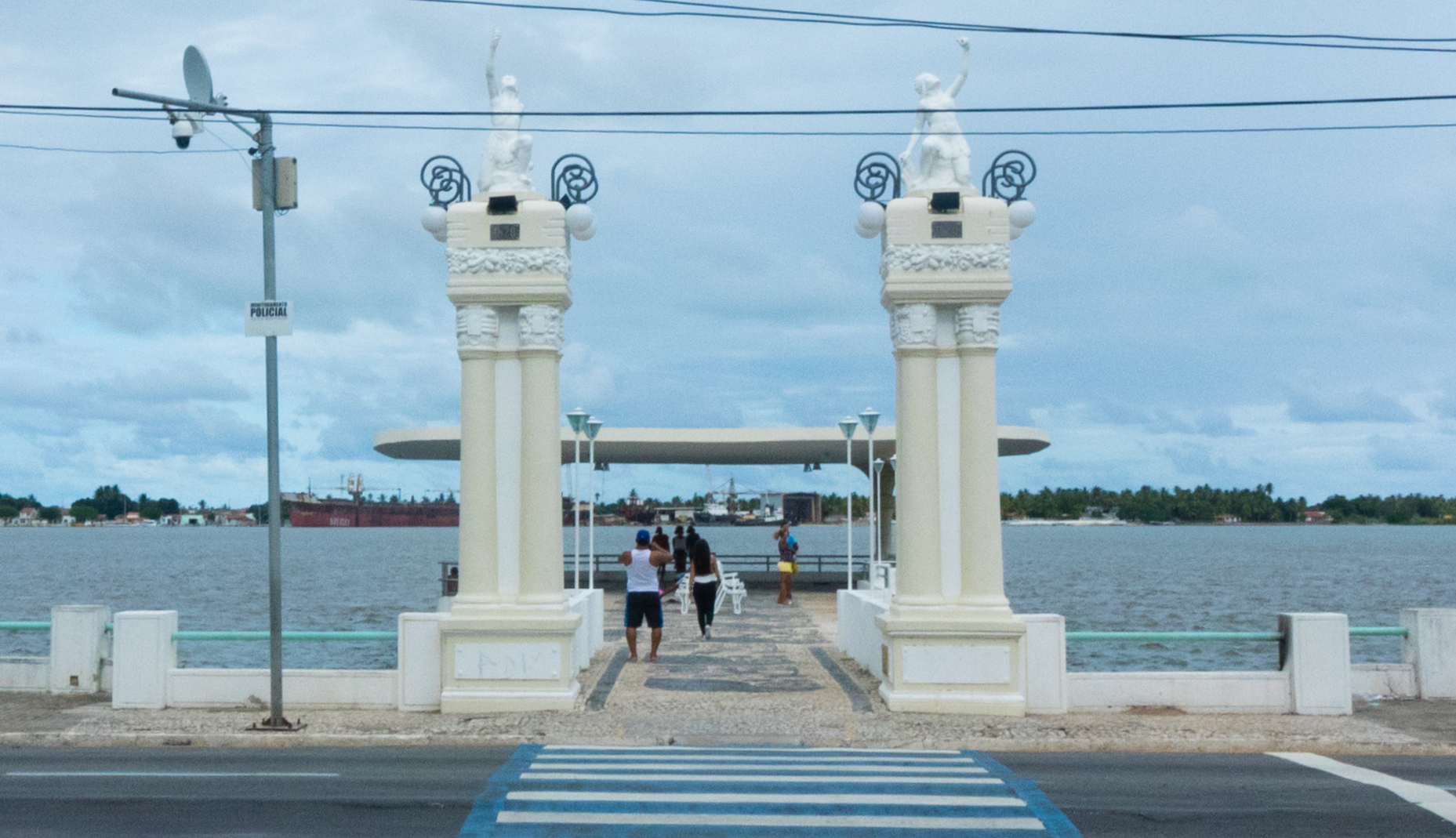
Ponte do Imperador, no centro de Aracaju, com o Rio Sergipe ao fundo.

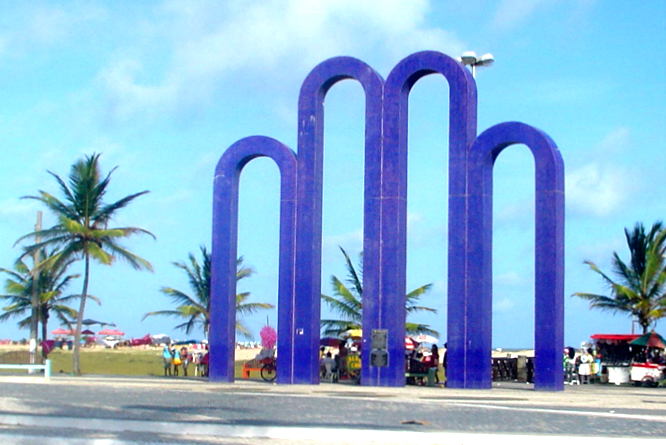
Orla da Atalaia, na Zona Sul de Aracaju.

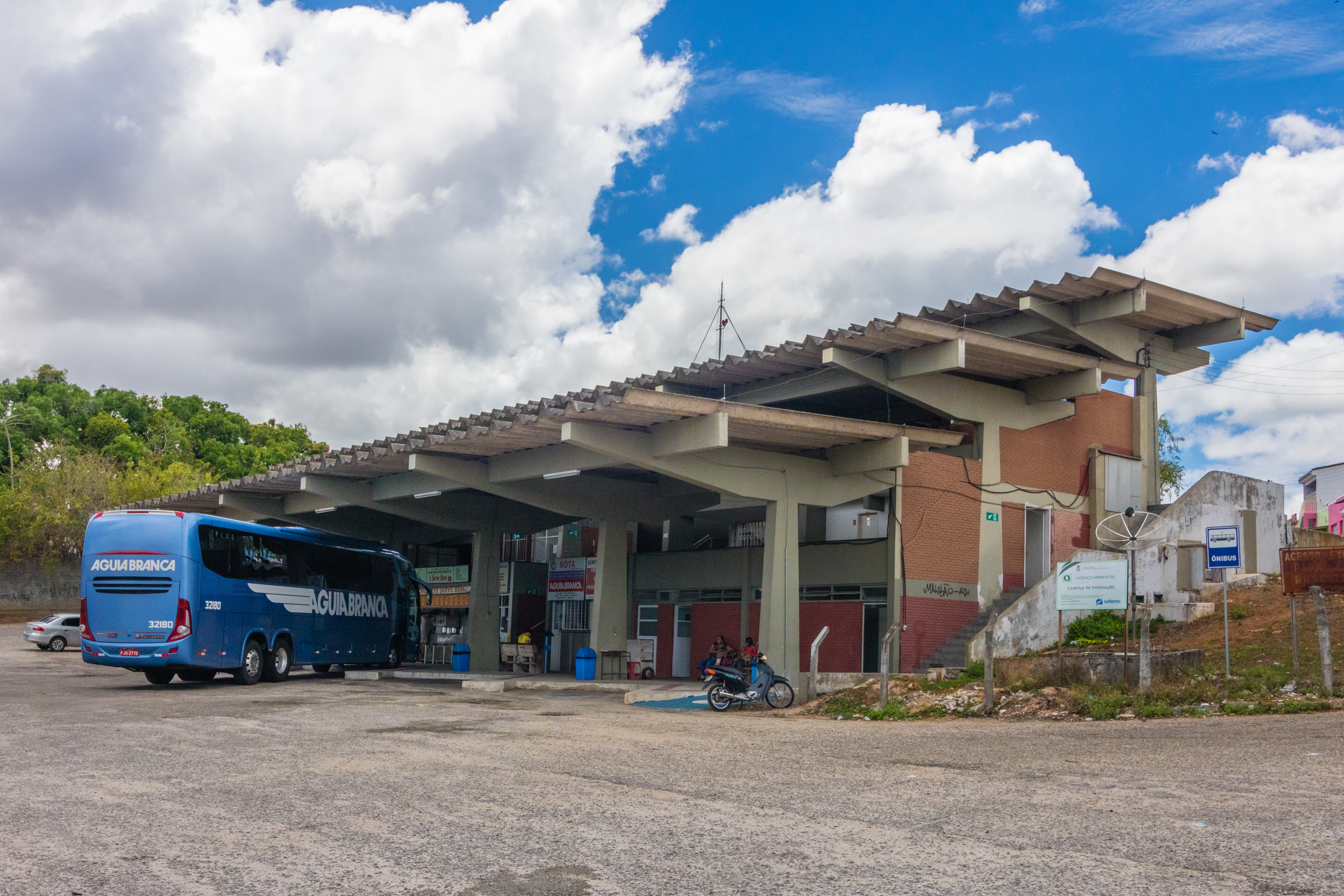
Terminal Rodoviário de Estância, às margens da rodovia BR-101 Sul.

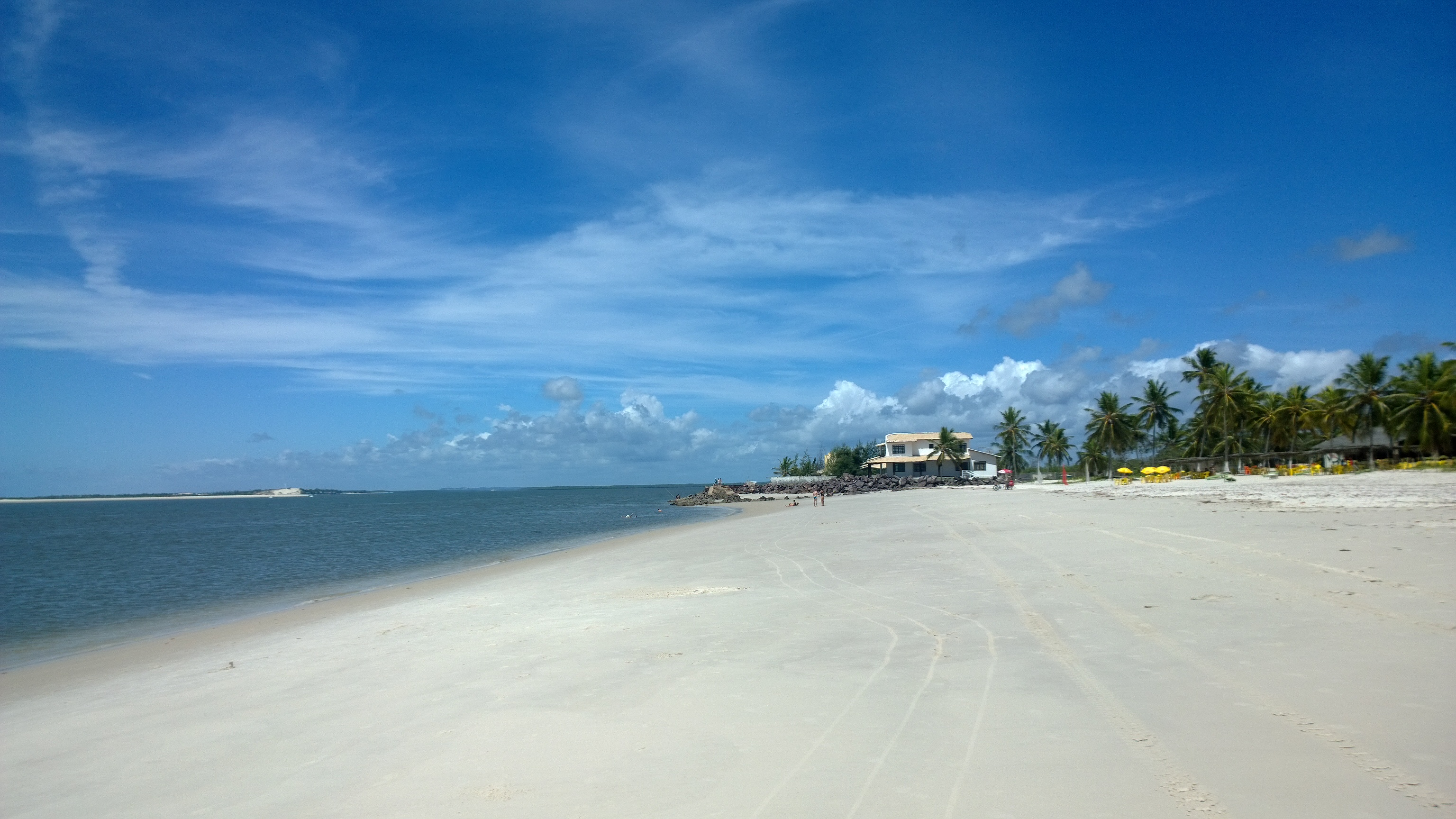
Praia do Saco, em Estância, próxima à divisa entre os estados de Sergipe e Bahia.

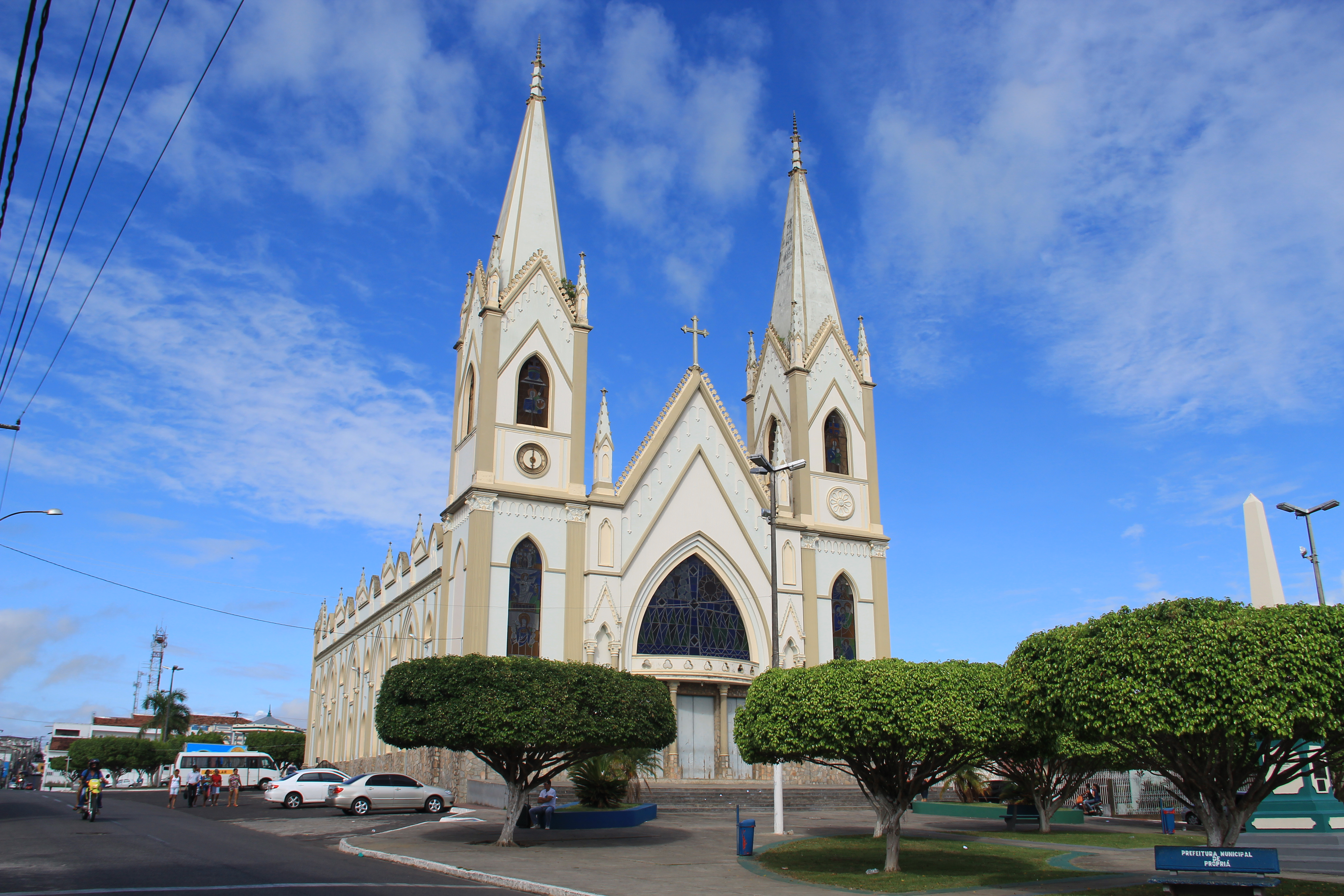
Igreja Matriz de Propriá.

| Região geográfica imediata             | Municípios | População Estimativa 2018 | Área (km²) |
| -------------------------------------- | --- | ------------------------- | ---------- |
| Região Geográfica Imediata de Aracaju  | Aracaju Barra dos Coqueiros Capela Carmópolis Cumbe Divina Pastora General Maynard Itaporanga d'Ajuda Japaratuba Laranjeiras Maruim Nossa Senhora das Dores Nossa Senhora do Socorro Pirambu Riachuelo Rosário do Catete Santa Rosa de Lima Santo Amaro das Brotas São Cristóvão Siriri | 1 192 467                 | 4 296,202  |
| Região Geográfica Imediata de Estância | Arauá Boquim Cristinápolis Estância Indiaroba Itabaianinha Pedrinhas Santa Luzia do Itanhi Tomar do Geru Umbaúba | 244 917                   | 2 877,158  |
| Região Geográfica Imediata de Propriá  | Amparo de São Francisco Aquidabã Brejo Grande Canhoba Cedro de São João Ilha das Flores Japoatã Malhada dos Bois Muribeca Neópolis Nossa Senhora de Lourdes Pacatuba Propriá Santana do São Francisco São Francisco Telha                                                               | 158 861                   | 2 387,337  |
| Total                                  | 46 | 1 596 245                 | 9 560,697  |

### Região Imediata de Aracaju
A Região Imediata de Aracaju engloba a área onde está a maior concentração populacional do Estado de Sergipe, incluindo, segundo o IBGE, o maior número de municípios com "média-alta", "alta" e "muito alta" integração entre si, de acordo com critérios estabelecidos pelo instituto. A região inclui o arranjo populacional de Aracaju, identificado em 2014, que é composto pelos municípios de Aracaju, Nossa Senhora do Socorro, São Cristóvão, Barra dos Coqueiros, Laranjeiras, Riachuelo, Maruim, Rosário do Catete, Siriri, Divina Pastora, Carmópolis e General Maynard. Também é nessa região que estão, além da capital estadual, Aracaju, a Região Metropolitana de Aracaju e a Região de Planejamento da Grande Aracaju, composta pelos municípios de Aracaju, Barra dos Coqueiros, Nossa Senhora do Socorro, São Cristóvão, Itaporanga d'Ajuda, Laranjeiras, Maruim, Riachuelo e Santo Amaro das Brotas. Embora a expansão urbana nessa área a partir da capital não seja muito grande, há um volume significativo de movimentos pendulares entre os municípios dessa região imediata.
A Região Imediata de Aracaju faz limites com as regiões imediatas de Lagarto, de Itabaiana e de Nossa Senhora da Glória, na Região Geográfica Intermediária de Itabaiana, além das regiões imediatas de Estância e de Propriá.

### Região Imediata de Estância
A Região Imediata de Estância é formada por um conjunto de municípios próximos ao litoral sul de Sergipe e à divisa com o Estado da Bahia. A região é cortada pela rodovia BR-101 Sul, que liga a Região da Grande Aracaju à Bahia. Estância, o pólo regional, localiza-se às margens da BR-101, e é banhado pelo Oceano Atlântico.
A Região Imediata de Estância limita-se com a Região Imediata de Lagarto e com a Região Imediata de Aracaju.

### Região Imediata de Propriá
A Região Imediata de Propriá é composta por um agrupamento de municípios situados nas imediações do litoral norte do estado, bem como da divisa entre os estados de Sergipe e Alagoas. A região é atravessada pela BR-101 Norte, rodovia que também atravessa o pólo regional, Propriá, e faz a ligação entre a Região Metropolitana de Aracaju e Alagoas. Na Região Imediata de Propriá, há dois arranjos populacionais identificados pelo IBGE: Propriá, formado pelos municípios sergipanos de Propriá e Telha; e Penedo, composto pelos municípios de Neópolis, em Sergipe, e Penedo, já no lado Alagoano.
A Região Imediata de Propriá faz limites com as regiões imediatas de Nossa Senhora da Glória e de Aracaju.

## Geografia física
O território da Região Geográfica Intermediária de Aracaju está a uma baixa altitude, e predominam, nessa área, terras planas ou levemente onduladas, o que é próprio da maior parte do relevo do Estado de Sergipe.
Alguns dos principais rios dessa região intermediária são o Rio Real (na Região Imediata de Estância), o Rio Vaza-Barris, o Rio Sergipe (ambos na Região Imediata de Aracaju) e o Rio São Francisco (na Região Imediata de Propriá).